# 2019年のオートレース
2019年のオートレースでは、2019年のオートレースの結果および関連するできごとについて記述する。
2018年のオートレース - 2019年のオートレース - 2020年のオートレース

## 競争結果

### SG
| 大会名                   | 優勝戦開催日 | 開催地 | 選手       | 年齢 | 所属   | 備考      |
| ------------------------ | ------------ | ------ | ---------- | ---- | ------ | --------- |
| オールスターオートレース | 5月1日       | 浜松   | 荒尾聡     | 37   | 飯塚   | 通算2回目 |
| オートレースグランプリ   | 8月15日      | 伊勢崎 | 青山周平   | 34   | 伊勢崎 | 通算2回目 |
| 全日本選抜オートレース   | 10月15日     | 川口   | 鈴木圭一郎 | 24   | 浜松   | 通算4回目 |
| 日本選手権オートレース   | 11月4日      | 飯塚   | 青山周平   | 34   | 伊勢崎 | 通算2回目 |
| スーパースター王座決定戦 | 12月31日     | 川口   | 青山周平   | 35   | 伊勢崎 | 通算2回目 |